# Felice Giardini
Felice (de) Giardini, także Degiardino (ur. 12 kwietnia 1716 w Turynie, zm. 8 czerwca 1796 w Moskwie) – włoski kompozytor i skrzypek pochodzenia francuskiego.

## Życiorys
Jako chłopiec był członkiem chóru przy katedrze w Mediolanie, gdzie uczył się śpiewu, kompozycji i gry na klawesynie u Giuseppe Paladiniego. Następnie uczył się gry na skrzypcach u Giovanniego Battisty Somisa w Turynie. Na początku lat 30. XVIII wieku występował jako skrzypek w orkiestrach teatralnych, najpierw w Rzymie, następnie w Teatro San Carlo w Neapolu. Na początku lat 50. odbył tournée koncertowe po Europie, odwiedzając Francję, Niemcy i Anglię. W 1755 roku objął stanowisko koncertmistrza opery włoskiej przy King’s Theatre w Londynie, z którym związany był z przerwami przez następne cztery dekady. W latach 1774–1779 prowadził orkiestrę Pantheon Concerts. Między 1784 a 1790 rokiem przebywał w Neapolu, następnie wrócił do Londynu. W 1795 roku wyjechał do Rosji, po drodze zatrzymując się w Grodnie, gdzie dał koncert na dworze Stanisława Augusta Poniatowskiego, otrzymując od króla prezent wartości 120 dukatów. Krótko po przybyciu do Moskwy podupadł na zdrowiu i zmarł.

## Twórczość
Twórczość Giardiniego reprezentuje styl galant, w swoich utworach instrumentalnych łączył dynamizm typowy dla szkoły mannheimskiej z melodyjnością w stylu J.Ch. Bacha. Okres jego działalności w Anglii przyczynił się do podniesienia poziomu muzycznego życia w tym kraju, zwłaszcza w zakresie muzyki skrzypcowej. Za życia w dużej mierze poświęcał się tworzeniu oper (m.in. Rosmira 1757, Siroe 1763, Enea e Lavinia 1764, Il Re pastore 1765), jednak najważniejszą część jego dorobku stanowią dzieła instrumentalne. Jego zbiór Sei sonate di cembalo con violino o flauto traverso op. 3 (1751) jest najwcześniejszym znanym przykładem sonaty akompaniowanej wydanym w Anglii. W swoich kwartetach smyczkowych oprócz zespołu składającego się z 2 skrzypiec, altówki i wiolonczeli wprowadzał także obsadę w składzie skrzypce, 2 altówki i wiolonczela oraz skrzypce, obój, altówka i wiolonczela.